# Корчевье (Ровненская область)
Корчевье (укр. Корчів'я) — село в Костопольской городской общине Ровненского района Ровненской области Украины.
До 2020 года входило в Костопольский район.
Население по переписи 2001 года составляло 617 человек. Почтовый индекс — 35008. Телефонный код — 3657. Код КОАТУУ — 5623486905.